# Волосатов, Виктор Александрович
Виктор Александрович Волосатов (1925—1992) — участник Великой Отечественной войны, командир отделения разведки 609-го стрелкового полка 139-й стрелковой дивизии 50-й армии 2-го Белорусского фронта, сержант. Герой Советского Союза.

## Биография
Родился 21 сентября 1925 года в Архангельске в семье рабочего (по другим данным, в деревне Бараковской Шенкурского уезда Архангельской губернии). Русский.
Образование неполное среднее.
В Красной Армии с февраля 1942 года. В действующей армии — с 1943 года. Командир отделения разведки 609-го стрелкового полка сержант Виктор Волосатов 15 июля 1944 года при форсировании реки Неман у дер. Ковши (Мостовский район Гродненской области) со взводом разведки первым переправился через реку, способствовал захвату опорного пункта и переправе подразделений полка. Был ранен, но не покинул поля боя. Уничтожил около двух десятков гитлеровцев.
После войны жил и работал в деревне Бараковской, затем в деревне Литвиновская Шенкурского района Архангельской области.
Умер 28 мая 1992 года. Похоронен на кладбище деревни Литвиновская Шенкурского района Архангельской области.

## Награды
- Звание Героя Советского Союза присвоено 24 марта 1945 года[1].
- Награждён орденами Ленина и Отечественной войны 1 степени, медалью «За отвагу» и другими медалями.

## Память
- В честь Героя названа центральная улица деревни Шипуновская и библиотека на территории Никольской сельской администрации Шенкурского района.
- Его имя увековечено на обелиске возле Никольской администрации.